# Serra de Coll d'Arca
La Serra de Coll d'Arca és una serra situada al municipi del Montmell (Baix Penedès), amb una elevació màxima de 652,5 metres.